# Topaze (film, 1936)
Pour les articles homonymes, voir Topaze.
Pour plus de détails, voir Fiche technique et Distribution.
Topaze (1936) est la première des deux adaptations cinématographiques réalisées par Marcel Pagnol de sa pièce homonyme avec Alexandre Arnaudy en vedette.
Il décide de se lancer dans ce projet car il s'est estimé trahi par la version de 1933 réalisée par Louis Gasnier avec Louis Jouvet. 
Au début des années 1950, Marcel Pagnol réalise Topaze (1951), une nouvelle version de sa pièce, interprétée par Fernandel.

## Synopsis
Instituteur honnête et naïf, Topaze enseigne la morale à ses élèves avec la plus grande conviction. Il est renvoyé de l'institution par le directeur qui est agacé par son intransigeance avec une mère d'élève influente, et mécontent de son souhait d'épouser sa fille.
Dans le milieu de la politique et des affaires, il découvre la noirceur de l'âme humaine, et son attirance pour les femmes l'amène à renier peu à peu ses principes pour se vautrer lui-même dans la corruption, la jouissance de l'exercice du pouvoir et le luxe.

## Fiche technique
- Réalisation, scénario et dialogues: Marcel Pagnol
- Directeur artistique : Louis David
- Photographie : Albert Assouad
- Musique : Vincent Scotto
- Production : Marcel Pagnol
- Société de production : Les Films Marcel Pagnol
- Pays : France
- Format : Noir et blanc - Son mono - 1,37:1
- Sortie : 29 mai 1936

## Distribution
- Alexandre Arnaudy : Albert Topaze
- Sylvia Bataille : Ernestine Muche
- Pierre Asso : Tamise
- Jean Arbuleau : Roger de Berville
- Léon Belières : Régis de Castel-Bénac
- Henri Poupon : le vieillard
- Alida Rouffe : la baronne de Pitart-Vergnolles
- Délia Col : Suzy Courtois
- Jean Castan : un élève
- Paul Demange
- Léon Brouzet : M. Muche
- André Pollack